# Distribució hiperexponencial

Diagrama que mostra un sistema de cua equivalent a una distribució hiperexponencial.

En teoria de la probabilitat, una distribució hiperexponencial és una distribució de probabilitat contínua la funció de densitat de probabilitat de la variable aleatòria X ve donada per
{\displaystyle f_{X}(x)=\sum _{i=1}^{n}f_{Y_{i}}(x)\;p_{i},}
on cada Y i és una variable aleatòria distribuïda exponencialment amb el paràmetre de velocitat λi, i pi és la probabilitat que X tingui la forma de la distribució exponencial amb la velocitat λi. S'anomena distribució hiperexponencial ja que el seu coeficient de variació és més gran que el de la distribució exponencial, el coeficient de variació de la qual és 1, i la distribució hipoexponencial, que té un coeficient de variació inferior a un. Mentre que la distribució exponencial és l'anàleg continu de la distribució geomètrica, la distribució hiperexponencial no és anàloga a la distribució hipergeomètrica. La distribució hiperexponencial és un exemple de densitat de mescla.
Un exemple de variable aleatòria hiperexponencial es pot veure en el context de la telefonia, on, si algú té un mòdem i un telèfon, l'ús de la seva línia telefònica es podria modelar com una distribució hiperexponencial on hi ha probabilitat p que parlin per telèfon amb taxa λ1 i probabilitat q que utilitzin la seva connexió a Internet amb tarifa λ₂.
Com que el valor esperat d'una suma és la suma dels valors esperats, el valor esperat d'una variable aleatòria hiperexponencial es pot mostrar com
{\displaystyle E[X]=\int _{-\infty }^{\infty }xf(x)\,dx=\sum _{i=1}^{n}p_{i}\int _{0}^{\infty }x\lambda _{i}e^{-\lambda _{i}x}\,dx=\sum _{i=1}^{n}{\frac {p_{i}}{\lambda _{i}}}}